# Тайны Харриса Бёрдика
«Тайны Харриса Бёрдика» (англ. The Mysteries of Harris Burdick) — 32-страничная детская книжка с картинками, написанная и проиллюстрированная американским автором Крисом Ван Олсбургом в 1984 году. В книге имеется предисловие и 14 частей, соответствующих рассказам вымышленного автора по имени Харрис Бёрдик. Особенностью книги является то, что каждый рассказ представлен лишь заглавием, одной чёрно-белой иллюстрацией и подписью к ней, собственно же тексты произведений отсутствуют. Впоследствии различными писателями были предприняты попытки написать рассказы, исходя из иллюстраций и подписей Харриса Бёрдика. Книга считается одним из ярких образцов постмодернизма в детской литературе.
На русский язык книга не переводилась (по состоянию на январь 2024 года).

## Сюжет
В предисловии Ван Олсбурга сообщается, что он узнал о творчестве Харриса Бёрдика от своего знакомого Питера Вендерса, вышедшего на пенсию редактора детской литературы. К нему однажды тридцать лет назад пришёл человек по имени Харрис Бёрдик, сообщивший, что хочет издать четырнадцать написанных им рассказов с иллюстрациями. Он оставил редактору папку, где было по одной иллюстрации к каждому рассказу, с названием рассказа и подписью к рисунку. Однако Харрис Бёрдик ушёл и больше никогда не приходил в издательство, его судьба осталась неизвестной, также как и тексты написанных им рассказов. Остались только четырнадцать рисунков, которые и предлагаются вниманию читателей:
- Арчи Смит, чудо-мальчик (англ. Archie Smith, Boy Wonder)
- Незваные гости (англ. Uninvited Guests)
- Дом на Кленовой улице (англ. The House on Maple Street)
- Пропавший в Венеции (англ. Missing in Venice)
- Под ковриком (англ. Under the Rug)
- Арфа (англ. The Harp)
- Странный день в июле (англ. A Strange Day in July)
- Другое место, другое время (англ. Another Place, Another Time)
- Библиотека мистера Линдена (англ. Mr Linden's Library)
- Оскар и Альфонс (англ. Oscar and Alphonse)
- Лишь пустыня (англ. Just Desert)
- Семь стульев (англ. The Seven Chairs)
- Спальня на третьем этаже (англ. The Third Floor Bedroom)
- Капитан Тори (англ. Captain Tory)

Во втором издании книги 1996 года предисловие было расширено, а также был включён 15-й рисунок. В предисловии автор говорит о том, что получил много просьб о переиздании книги в формате альбома («портфолио»). Кроме того, он сообщает о письме, посланном ему в 1994 году букинистом из Северной Каролины, который много лет назад приобрёл библиотеку умершей дамы и обнаружил в тайнике рисунок мальчика-волшебника с подписью, который оказался второй иллюстрацией к рассказу «Пропавший в Венеции». Кроме того, на одной из книг библиотеки — «Приключения Пиноккио» Карло Коллоди — оказался экслибрис с именем Хэйзел Бартлетт, что, однако, не позволило приблизиться к разгадке тайны Харриса Бёрдика.

## Отзывы
Филип Нел, рассматривающий «Тайны Харриса Бёрдика» как один из лучших кандидатов на звание постмодернистской книжки с картинками, пишет о том, что книга Ван Олсбурга приглашает читателя к разгадке сразу двух тайн — исчезнувшего автора и отсутствующих текстов историй. Как и другая постмодернистская книга «Чёрное и белое» Дэвида Маколея, «Тайны Харриса Бёрдика» не отдают предпочтение какой-то одной истории и предусматривают активную вовлечённость читателя. Нел также проводит сравнение рисунков Ван Олсбурга с произведениями Рене Магритта, в особенности это касается изображения настоящей птицы на фоне обоев с рисунками таких же птиц в рассказе «Спальня на третьем этаже». При этом, как и загадочные подписи к картинам Магритта, текст Ван Олсбурга не служит объяснением его рисунков.
Исследователи творчества Ван Олсбурга отмечали также, что «Тайны Харриса Бёрдика» могут быть прочитаны тремя различными способами: во-первых, как единое произведение, в котором каждая история рассказывает об одном и том же, причём о том же чему посвящены другие книги писателя, — а именно, о том, что «воображение реально» (англ. imagination is real); во-вторых, как отдельные фрагменты, которые усилиями читателя могут быть сложены воедино; в-третьих, как разрозненные фрагменты, говорящие каждый о своём и в принципе не сводимые к общему знаменателю.

## Литературные воплощения
Уже в предисловии к первому изданию книги Ван Олсбург пишет о том, что редактор показал ему целую папку с вариантами рассказов, написанных его детьми и знакомыми на основе иллюстраций Харриса Бёрдика. Сам Ван Олсбург выражает в конце предисловия надежду, что многих детей публикация книги побудит написать и свои варианты этих историй. Во втором издании автор упоминает о том, что получил сотни рассказов и просьбы о переиздании книги.
Книга Ван Олсбурга, действительно, используется как источник для развития креативного письма, она вдохновляет на то, чтобы писать самим, людей всех возрастов.
Среди писателей Стивен Кинг был, вероятно, первым, кто использовал рисунок из книги в качестве основы сюжета для своего рассказа — в 1993 году Кинг опубликовал рассказ «Дом на Кленовой улице» на основе последнего рисунка в книге Ван Олсбурга, где изображён взлетающий среди ночи дом, а подпись к нему гласит «Это был идеальный взлёт» (англ. It was a perfect lift-off).
В 2011 году, более чем 25 лет спустя публикации книги, 14 авторов, в основном американских писателей-фантастов, объединили усилия и выпустили сборник «Хроники Харриса Бёрдика», состоящий из рассказов по рисункам оригинальной книги; туда же вошёл и рассказ «Дом на Кленовой улице». В сборнике поучаствовали Табита Кинг, Шерман Алекси, Кори Доктороу, Лоис Лоури, Кейт ДиКамилло, Луис Сэкер, Джон Шеска, Грегори Магуайр и другие, автором одного из рассказов стал сам Ван Олсбург. Предисловие написал Лемони Сникет. Сама идея составления подобного сборника пришла в голову редактору издательства 	Houghton Mifflin Harcourt Маргарет Рэймо после того, как её дочь получила задание в школе написать рассказ по одному из рисунков в оригинальной книге Ван Олсбурга.

## Адаптации
В 2019 году кинокомпании Walt Disney Pictures и 20th Century Fox приобрели права на экранизацию книги. В отличие от планируемого фильма по другой книги Ван Олсбурга, «Сад Абдула Гасази», права на экранизацию которой были куплены в том же году, участие писателя в экранизации «Тайн Харриса Бёрдика» в роли исполнительного продюсера не предполагалось. В последующие годы о прогрессе в подготовке экранизации не сообщалось.

## Связь с другими произведениями
Имя Харриса Бёрдика может быть связано с именем Бёрдика Харриса (англ. Burdick Harris), которое в юмористическом рассказе О. Генри «Заложники Момуса» (1908) использует один из персонажей при пересказе истории похищения Иона Пердикариса (называя его не «Пердикарис», а «Бердик Гаррис»).